# Переменная рассогласования
Переменная рассогласования — переменная, которая в задаче оптимизации добавляется к ограничению в виде неравенства для преобразования его в равенство. Введение переменной рассогласования заменяет ограничение в виде неравенства ограничением в виде равенства в сочетании с ограничением неотрицательности переменной рассогласования.
Переменные рассогласования используются, в частности, в линейном программировании. Как и другие переменные в расширенных ограничениях, переменная рассогласования не может принимать отрицательные значения, поскольку алгоритм симплекс-метода требует, чтобы они были положительными или нулевыми.
Если переменная рассогласования, связанная с ограничением, равна нулю в конкретном решении-кандидате, то ограничение является обязательным для такого решения, поскольку ограничение распространяется на возможные изменения с этой точки. Если переменная рассогласования положительна в конкретном решении-кандидате, ограничение здесь необязательно, поскольку ограничение не ограничивает возможные изменения с этой точки. Если переменная рассогласования в какой-то момент отрицательна, точка области допустимых решений, поскольку она не удовлетворяет ограничению.
Переменные рассогласования также используются в методе Big M.
Например, за счёт введения переменной рассогласования {\displaystyle \mathbf {s} \geqslant \mathbf {0} } неравенство
{\displaystyle \mathbf {A} \mathbf {x} \leqslant \mathbf {b} } может быть обращено в уравнение
{\displaystyle \mathbf {A} \mathbf {x} +\mathbf {s} =\mathbf {b} }.